# John Hazard Reynolds
John Hazard Reynolds (* 21. Juni 1819 in Moriah, New York; † 24. September 1875 in Kinderhook, New York) war ein US-amerikanischer Jurist und Politiker. Zwischen 1859 und 1861 vertrat er den Bundesstaat New York im US-Repräsentantenhaus.

## Werdegang
John Hazard Reynolds wurde ungefähr vier Jahre nach dem Ende des Britisch-Amerikanischen Krieges in Moriah geboren und wuchs dort auf. Er besuchte öffentliche Schulen in Sandy Hill (heute Hudson Falls) und Bennington (Vermont). Danach ging er einer Beschäftigung als Bauingenieur nach. 1840 graduierte er an der Kinderhook Academy. Er studierte Jura. Nach dem Erhalt seiner Zulassung als Anwalt begann er 1843 in Kinderhook im Columbia County zu praktizieren. Er zog 1851 nach Albany, wo er weiter als Anwalt praktizierte.
Bei den Kongresswahlen des Jahres 1858 für den 36. Kongress wurde Reynolds für die Anti-Lecompton-Demokraten im 14. Wahlbezirk von New York in das US-Repräsentantenhaus in Washington, D.C. gewählt, wo er am 4. März 1859 die Nachfolge von Erastus Corning antrat. Da er auf eine erneute Kandidatur im Jahr 1860 verzichtete, schied er nach dem 3. März 1861 aus dem Kongress aus.
Nach seiner Kongresszeit ging er wieder seiner Tätigkeit als Anwalt nach. Er wurde 1873 als Richter in die Commission of Appeals berufen – eine Stellung, die er bis zur Auflösung des Gerichts am 1. Juli 1875 innehatte. Am 24. September 1875 starb er in Kinderhook und wurde auf dem gleichnamigen Friedhof beigesetzt.